# 8 avril dans les chemins de fer
8 mars 8 mai
Chronologies thématiques
- Croisades
- Sports
- Disney

Cette page concerne les événements qui se sont déroulés un 8 avril dans les chemins de fer.

## Événements

### XIXesiècle
- 1863. France : Inauguration de la section Agde-Clermont-l'Hérault de la ligne Agde-Vias-Lodève (compagnie du Midi)

### XXesiècle
- 1911. France : ouverture de la section Notre-Dame-de-Lorette - Pigalle de la ligne A du Nord-Sud (aujourd'hui ligne 12 du métro de Paris).